# PalaScoppa
Il PalaScoppa è un'arena coperta di Soverato.

## Storia e descrizione
Il PalaScoppa viene utilizzato principalmente per attività sportive, come gare di pallavolo.
Il palazzetto ospita le gare interne della società pallavolistica femminile del Volley Soverato, militante nel campionato di Serie A2.